# Intercitybus

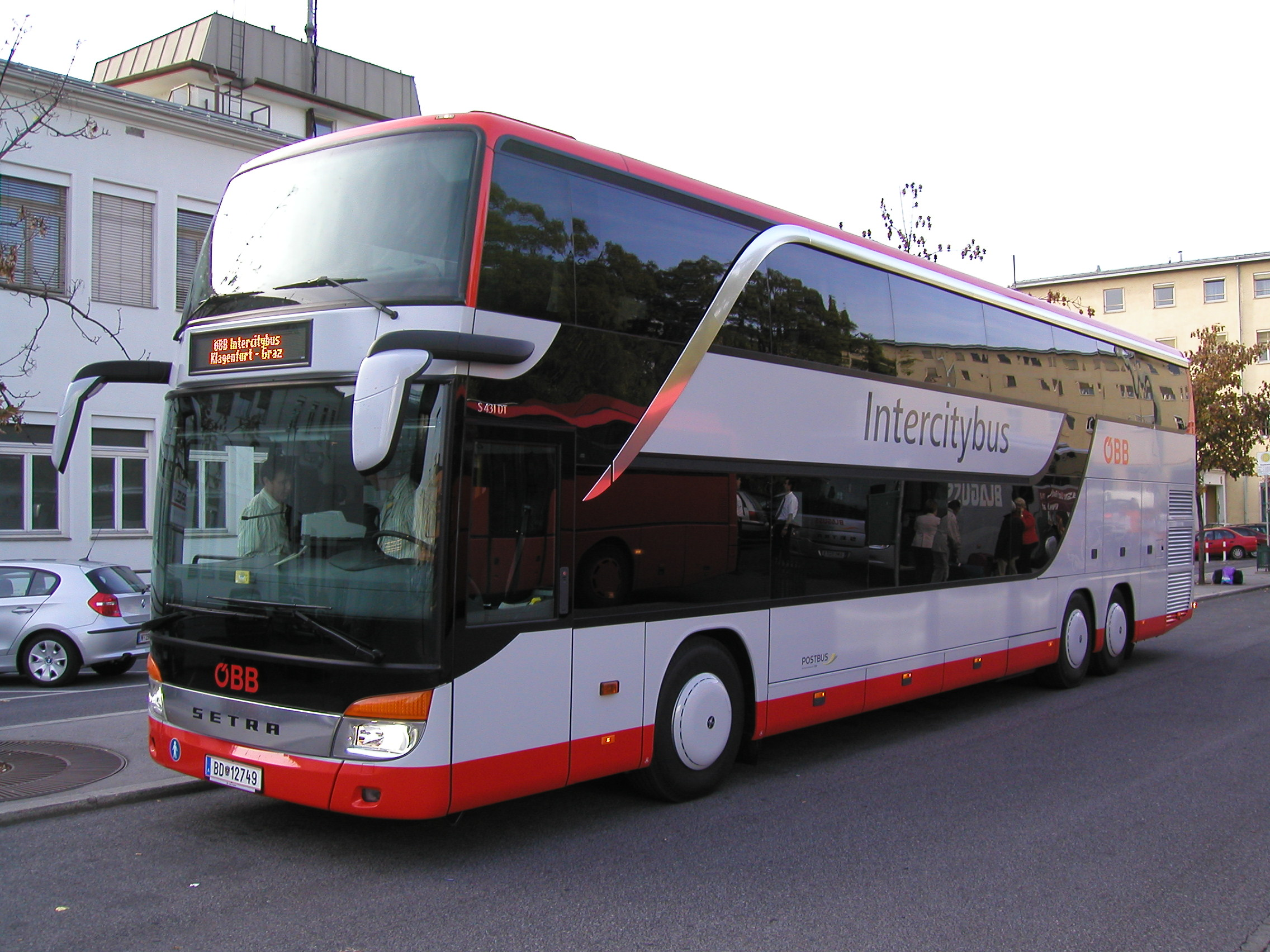
ÖBB-Intercitybus vor dem Hauptbahnhof Graz

Der Intercitybus (in Fahrplänen als ICB abgekürzt) ist eine Reisekategorie der ÖBB-Personenverkehr AG. Der Linienverkehr wurde am 1. Oktober 2007 erstmals in der Relation zwischen Graz und Klagenfurt eingeführt, und mit dem Fahrplanwechsel im Dezember 2008 kam eine weitere Verbindung zwischen Klagenfurt und Venedig dazu. Obwohl es sich um Autobuslinien handelt, stehen sie im Österreichischen Eisenbahn-Kursbuch, und es gilt für sie der Eisenbahntarif der ÖBB.

## Linien

### Graz – Klagenfurt
Die erste Intercitybuslinie der ÖBB verkehrt zwischen Graz Hauptbahnhof und Klagenfurt Hauptbahnhof siebenmal täglich im zweistündigen Taktverkehr und macht beim Bahnhof Wolfsberg einen Zwischenhalt.
Die Einführung erfolgte, weil zwischen den Landeshauptstädten der Steiermark und Kärntens keine direkte Eisenbahnverbindung besteht; diese wird erst mit der Fertigstellung der Koralmbahn im Jahr 2025 gegeben sein. Damit mussten Eisenbahnfahrgäste bisher einen weiten Umweg machen und in Bruck an der Mur umsteigen. Die kürzest mögliche Reisedauer für die 228 km beträgt 2:48 Stunden.
Der Intercitybus benötigt für die 141 km lange Strecke, die über die Süd Autobahn (A2) führt, genau zwei Stunden. Die Fahrpläne der Busse sind mit den Ankunfts- und Abfahrtszeiten der Züge abgestimmt. Um die Umsteigwege so kurz wie möglich zu gestalten, halten die Busse in unmittelbarer Nähe der Bahnhofshalle. Ein eigenes Leitsystem unterstützt dabei den Weg zur Abfahrtsstelle.

### Klagenfurt – Villach – Udine – Venedig
Die italienischen Staatsbahnen zogen sich mit der Einstellung zweier Zugpaare im Jahr 2008 und 2009 vorerst vom internationalen Fernverkehr über Tarvisio an der Pontebbana-Eisenbahnstrecke zurück. Der Fernverkehr über diese Strecke hat für die österreichische Südbahn allerdings große Bedeutung. Im Gegensatz zur Nachtreisezugverbindung dieser und einer anderen Strecke nach Italien haben sich die ÖBB jedoch gegen den Betrieb der Zugverbindung mit eigenen Mitteln entschieden. Stattdessen wurde die mit zwei täglichen Verbindungen bestehende Intercitybuslinie am 13. Dezember 2009 ganzjährig um zwei weitere Verbindungen verstärkt, während der Sommermonate kommt noch eine dazu, dann sind es insgesamt 5. Seit dem Fahrplanwechsel im Dezember 2013 wurde wieder ein Zugpaar von Wien-Meidling bis Venedig, seit 2014 wird der Zug vom neu eröffneten Wiener Hauptbahnhof bis Venedig geführt. Der Nachtzug von Wien über Salzburg nach Venedig verkehrt weiterhin.
Mit dem Fahrplanwechsel im Dezember 2017 wurde ein weiteres Zugpaar von Wien bis Venedig geführt. Die Intercitybuslinie wurde auf eine Verbindung ab Klagenfurt und eine Verbindung ab Villach gekürzt. In den Monaten April gibt es eine zusätzliche Verbindung ab Villach.
Die Busse fahren ab Klagenfurt über Villach, wo ein möglichst direktes Umsteigen aus den Intercityzügen der Südbahn erreicht werden soll, von dort verläuft die Route über Udine zur Endhaltestelle des People Mover auf der Insel Tronchetto in Venedig und zurück.
Mit dem Fahrplanwechsel im Dezember 2020 wurde die Intercitybuslinie auf zwei Verbindungen ab Villach gekürzt, sodass seither kein Intercitybus nach Venedig mehr von Klagenfurt abfuhr. Im Dezember 2022 wurde die Verbindung aus wirtschaftlichen Gründen eingestellt.

## Busfuhrpark & Ausstattung

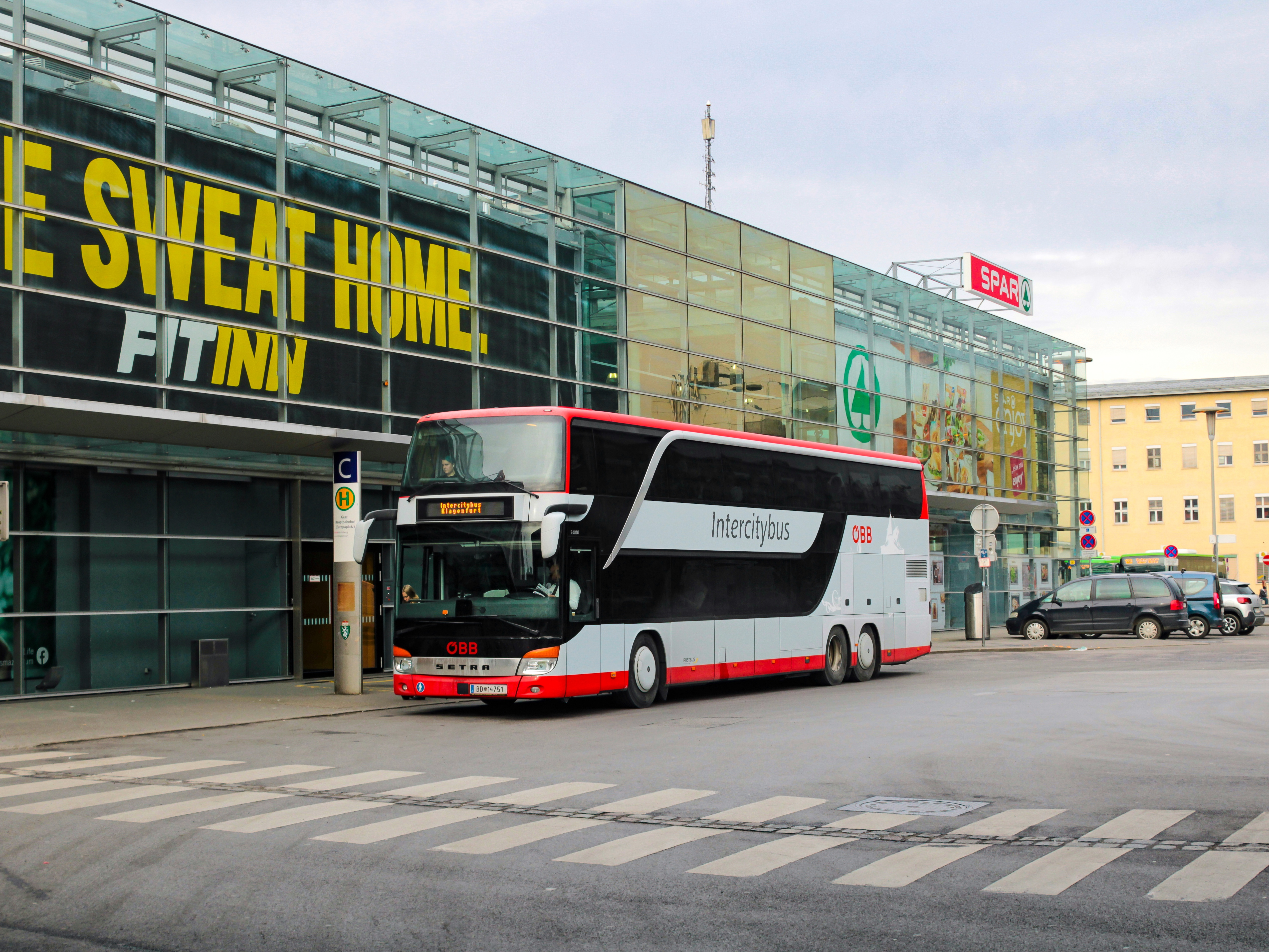
Setra S 431 DT

### Setra S 431 DT
Für den Betrieb der IC-Buslinie wurden drei Komfort-Doppelstockbusse des Typs „SETRA S 431 DT“ beschafft, die jährlich rund 711.000 km zurücklegen. Die 13,89 m langen Busse sind mit schadstoffarmen V 8-Motoren nach EURO IV Norm ausgestattet und entsprachen bei der Einführung dem letzten Stand der Technik. Die Motorleistung beträgt 370 kW.
Die vollklimatisierten Busse weisen einen Niederflureinstieg auf, sind barrierefrei ausgerüstet und haben eine eingebaute Toilette. Das Sitzplatzangebot beträgt in der 1. Klasse 16 Sitze und in der 2. Klasse 56 Sitze. Zusätzlich bestehen zwei Plätze für mobilitätseingeschränkte Personen und ein Rollstuhlabstellplatz. Die hintere Tür wurde verbreitert und zweiflüglig ausgeführt, als weitere Abweichung von der Serienausführung gibt es eine LED-Zielanzeige an der Front. Seit Anfang 2015 gibt es ein kostenloses WLAN in den Bussen, welches jedoch nicht bei jeder Fahrt verfügbar ist. Die Plätze der 1. Klasse sind mit Ledersitzen ausgestattet und weisen eine Steckdose und eine Arbeitsfläche auf. Der Service für die Fahrgäste der 1. Klasse umfasst neben dem üblichen Zeitungsangebot überdies zwei Gratisgetränke (warm und kalt).
Zur Verdeutlichung seiner Sonderstellung weicht der Intercitybus im äußeren und inneren Design vollständig von der Corporate Identity der sonstigen Busse der ÖBB-Postbus AG ab. Die Farben entsprechen denen der Wagen der ÖBB-Fernverkehrszüge.

### Setra S531 DT
Seit ca. 2020 werden Busse des Types SETRA S 531 DT eingesetzt, welche die Vorgängerbusse ersetzen sollen. Diese weisen ein äußerst modernes Design auf und haben beinahe die gleiche Innenausstattung wie die Vorgängerbusse. Sie sind – genauso wie der Vorgänger – niederflurig, barrierefrei und haben eine Toilette. Je Doppelsitz ist zusätzlich eine 230V Steckdose verbaut. Im Innenraum gibt es LCD-Monitore. Die Busse besitzen das gleiche Lackschema wie die Vorgängerversion.

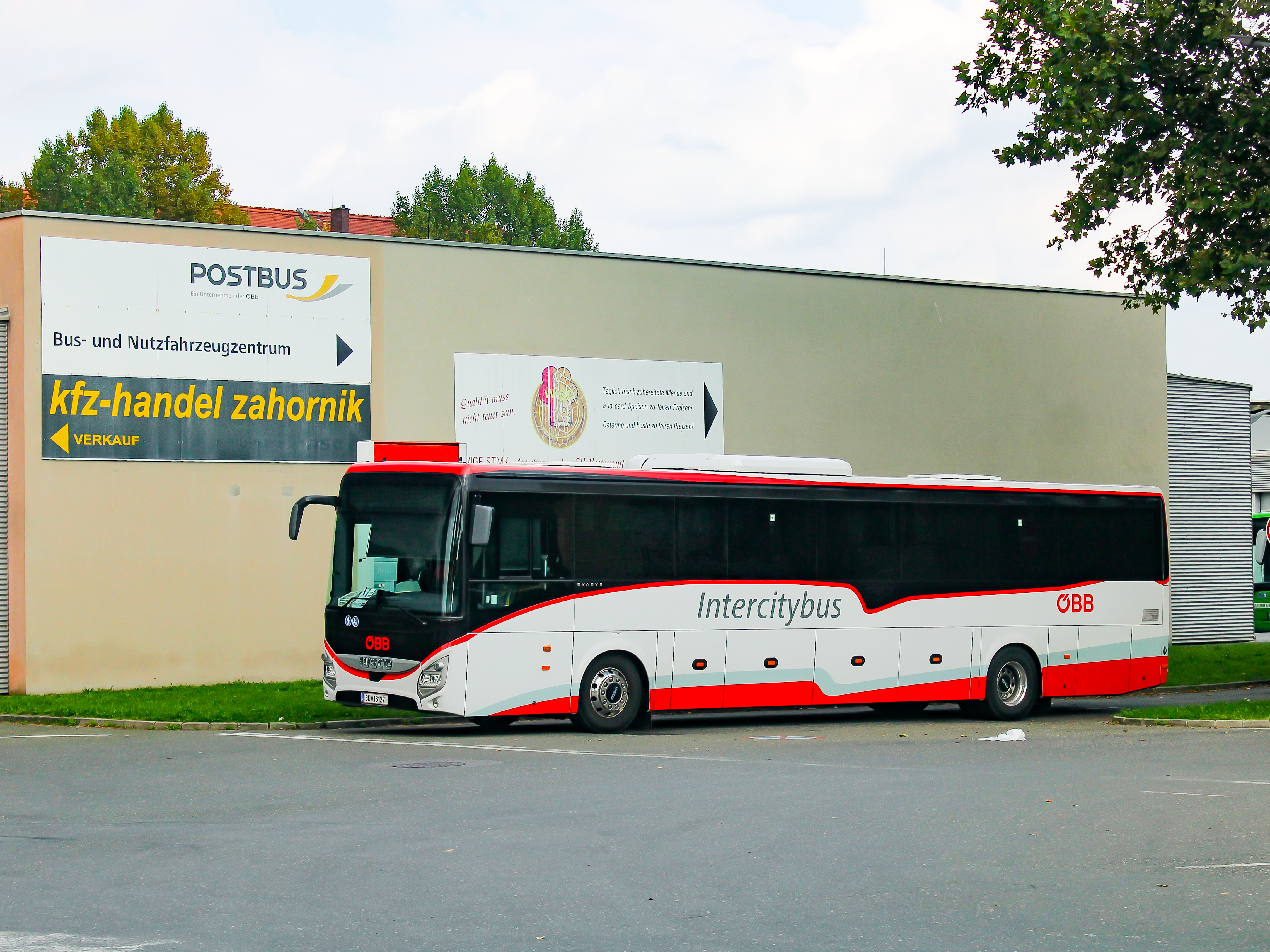
IVECO Evadys – Intercitybus

### IVECO Evadys
Seit Februar 2022 wird auch mindestens ein IVECO Evadys als Intercitybus eingesetzt.

## Tarif
Im Intercitybus gelten die Bahntarife der ÖBB-Personenverkehrs AG. Da die Sitzplätze begrenzt sind, kommt es an starken Reisetagen zu einem Mangel an Sitzplätzen, weshalb eine Reservierung (3,-- €) möglich ist. In der 1. Klasse ist diese im Fahrpreis bereits inbegriffen. Buchungen können an jedem ÖBB-Schalter in Österreich, in jedem Reisebüro am Bahnhof, online, über die Hotline oder an Fahrkartenautomaten (jedoch ohne Reservierung) vorgenommen werden.
Die Linie Klagenfurt – Venedig war reservierungspflichtig; hier war die Platzreservierung bereits im Globalpreis inbegriffen.